# Unterseeboot type UC II
Le Unterseeboot type UC II était une classe de sous-marins (Unterseeboot) côtiers mouilleur de mines construite en Allemagne pour la Kaiserliche Marine pendant la Première Guerre mondiale.
De par le nombre de vaisseaux ennemis détruits, les U-Boots de type UC II sont la classe de sous-marin au plus grand tableau de chasse de l'histoire de la guerre sous-marine : selon les estimations modernes, ils ont coulé plus de 1 800 navires ennemis.

## Conception
Les navires étaient à double coque avec une meilleure tenue en mer par rapport à l'UC I.
D'un déplacement de 417 tonnes, les U-Boote de type UC II étaient armés d'un canon de pont, de 7 torpilles et jusqu'à 18 mines type UC 200.
Quelques U-Boote ont été améliorés en 1918 pour avoir un canon de 105 mm approvisionné à 120 coups.

## Liste des sous-marins type UC II
Un total de 64 sous-marins de type UC II ont été construits.
| Bateaux       | Nbr | Chantier naval            | N° fabrique | Construction |
| ------------- | --- | ------------------------- | ----------- | ------------ |
| UC-16 à UC-24 | 9   | Blohm & Voss, Hambourg    | 266 à 274   | 1915 - 1916  |
| UC-25 à UC-33 | 9   | AG Vulcan, Hambourg       | 64 à 72     | 1915 - 1916  |
| UC-34 à UC-39 | 6   | Blohm & Voss, Hambourg    | 275 à 280   | 1915 - 1916  |
| UC-40 à UC-45 | 6   | AG Vulcan, Hambourg       | 73 à 78     | 1915 - 1916  |
| UC-46 à UC-48 | 3   | AG Weser, Brême           | 256 à 258   | 1915 - 1916  |
| UC-49 à UC-54 | 6   | Germaniawerft, Kiel       | 265 à 270   | 1916         |
| UC-55 à UC-60 | 6   | Kaiserliche Werft, Danzig | 37 à 42     | 1916         |
| UC-61 à UC-64 | 4   | A.G. Weser, Brême         | 259 à 262   | 1916         |
| UC-65 à UC-73 | 9   | Blohm & Voss, Hambourg    | 281 à 289   | 1916         |
| UC-74 à UC-79 | 6   | AG Vulcan, Hambourg       | 79 à 84     | 1916 - 1917  |

### Kaiserliche Marine(marine impériale allemande)
| - Unterseeboot UC-16 - Unterseeboot UC-17 - Unterseeboot UC-18 - Unterseeboot UC-19 - Unterseeboot UC-20 - Unterseeboot UC-21 - Unterseeboot UC-22 - Unterseeboot UC-23 - Unterseeboot UC-24 - Unterseeboot UC-25 - Unterseeboot UC-26 - Unterseeboot UC-27 - Unterseeboot UC-28 - Unterseeboot UC-29 - Unterseeboot UC-30 - Unterseeboot UC-31 | - Unterseeboot UC-32 - Unterseeboot UC-33 - Unterseeboot UC-34 - Unterseeboot UC-35 - Unterseeboot UC-36 - Unterseeboot UC-37 - Unterseeboot UC-38 - Unterseeboot UC-39 - Unterseeboot UC-40 - Unterseeboot UC-41 - Unterseeboot UC-42 - Unterseeboot UC-43 - Unterseeboot UC-44 - Unterseeboot UC-45 - Unterseeboot UC-46 - Unterseeboot UC-47 | - Unterseeboot UC-48 - Unterseeboot UC-49 - Unterseeboot UC-50 - Unterseeboot UC-51 - Unterseeboot UC-52 - Unterseeboot UC-53 - Unterseeboot UC-54 - Unterseeboot UC-55 - Unterseeboot UC-56 - Unterseeboot UC-57 - Unterseeboot UC-58 - Unterseeboot UC-59 - Unterseeboot UC-60 - Unterseeboot UC-61 - Unterseeboot UC-62 - Unterseeboot UC-63 - Unterseeboot UC-64 - Unterseeboot UC-65 - Unterseeboot UC-66 - Unterseeboot UC-67 - Unterseeboot UC-68 - Unterseeboot UC-69 - Unterseeboot UC-70 - Unterseeboot UC-71 - Unterseeboot UC-72 - Unterseeboot UC-73 - Unterseeboot UC-74 - Unterseeboot UC-75 - Unterseeboot UC-76 - Unterseeboot UC-77 - Unterseeboot UC-78 - Unterseeboot UC-79 |

### Sources
- (en) Cet article est partiellement ou en totalité issu de l’article de Wikipédia en anglais intitulé « German Type UC II submarine » (voir la liste des auteurs).